# راکش گنگوال
راکِش گنگوال (به انگلیسی: Rakesh Gangwal) (زاده ۱۹۵۲ یا ۱۹۵۳) یک تاجر و میلیاردر آمریکایی است. وی بنیانگذار مالک ۳۷٪ شرکت هواپیمایی IndiGo است. وی سابقاً به عنوان مدیر عامل و رئیس گروه هواپیمایی ایالات متحده فعالیت می‌کرد. از ژوئن ۲۰۰۳ تا اوت ۲۰۰۷، گانگوال رئیس و مدیر اجرایی Worldspan Technologies یک شرکت ارائه دهنده فناوری سفر و خدمات اطلاعاتی صنعت گردشگری و حمل و نقل بود. وی از سال ۱۹۹۸ تا زمان استعفا در سال ۲۰۰۱ رئیس و مدیر عامل گروه هواپیمایی ایالات متحده بود.

## زندگی ابتدایی
گنگوال در سال ۱۹۵۳ در یک خانواده جینی متولدشد. وی تحصیلات خود را در مدرسه خصوصی دون بوسکو گذراند، و در سال ۱۹۷۵ مدرک کارشناسی خود را در رشته مهندسی مکانیک از مؤسسه هندی فناوری کاپور دریافت کرد. وی همچنین کارشناسی ارشد مدیریت تجارت را ازمدرسه وارتون دانشگاه پنسیلوانیا دریافت کرده‌است.

## فعالیت‌ها
وی از ابتدای نوامبر ۱۹۹۴ به عنوان معاون اجرایی رئیس ایرفرانس فعالیت می‌کرد. ارتباط وی با صنعت هواپیمایی در سپتامبر سال ۱۹۸۰ آغاز شد. در سال ۱۹۸۴، وی به عنوان مدیر برنامه‌ریزی استراتژیک به یونایتد ایرلاینز پیوست و در سمت‌های مختلفی خدمت کرد. گنگوال پیش از آن، در گروه توسعه محصولات شرکت فورد موتورc به عنوان تحلیلگر مالی خدمت می‌کرد.

## زندگی شخصی
گنگوال متأهل است و در میامی، فلوریدا زندگی می‌کند. او دارای یک دختر به نام پارول می‌باشد که در شرکت نرم‌افزاری Salesforce در کالیفرنیا کار می‌کند.